# Медведєв Федір Пилипович
Фе́дір Пили́пович Медве́дєв (28 травня 1912, с. Семнівка, Воронезька область, РІ — 28 серпня 1987, Харків) — український радянський мовознавець, доктор філологічних наук (1965), професор (1965), учасник Другої світової війни.

## Біографічні дані
Народився 28 травня 1912 року в Семнівці Воронезької області в селянській родині.
З 1929 по 1931 рік навчався в педагогічному технікумі (м. Павлівськ Воронезької області). У 1936 році закінчив Харківський університет.
З 1933 по 1935 рік викладав у Всеукраїнському інституті комуністичної освіти, з 1935 по 1941 — у Харківському педагогічному інституті, з 1946 по 1947 — у інституті іноземних мов. З 1947 по 1977 — завідувач кафедри української мови Харківського університету (з перервою). З 1957 по 1959 рік викладав у Варшавському університеті.
Під час навчання в аспірантурі (1936—1939) під керівництвом академіка Л. А. Булаховського написав та захистив кандидатську дисертацію «Система сполучників в українській мові». У 1965 році захистив докторську дисертацію на тему «Дослідження з історії української мови. Питання становлення та історичного розвитку граматичної системи мови».
Помер 28 серпня 1987 року в Харкові.

## Наукова робота
Наукові дослідження: історична граматика; історія української літературної мови; українська фразеологія.
Видав «чи не перший у пореволюційні часи» підручник з історичної граматики української мови. Автор праць з історії української мови, діалектології, сучасної української літературної мови, зокрема фразеології, серед яких:
- «Історія української мови» (1950),
- «Граматика сучасної української мови» (1951),
- «Лексика „Енеїди“ І. П. Котляревського» (1955, у співавторстві),
- «Українські грамоти XIV—XVI ст.ст.» (1962),
- «Система сполучників в українській мові» (1962),
- «Вступ до курсу історії української мови» (1967).

Започаткував колективну працю «Словник мови творів Г. Ф. Квітки-Основ'яненка», що була виконана співробітниками кафедри української мови і видана в трьох томах у 1978—1979 роках.

### Основні праці
За ЕСУ:
- Сучасна українська літературна мова: нариси з граматики. — Х., 1951;
- Історична граматика української мови: короткий нарис. — Х., 1955;
- Система сполучників в українській мові: короткий нарис. — Х., 1962;
- Нариси з української історичної граматики. — Х., 1964;
- Українська фразеологія. Чому ми так говоримо? — К., 1977; 1978; 1982[2].